# Distretto di Kapiri Mposhi
Il distretto di Kapiri Mposhi è un distretto dello Zambia, parte della Provincia Centrale.
Il distretto comprende 14 ward:
- Chango'ndo
- Chibwelo
- Chipepo
- Kakwelesa
- Kampumba
- Kapandwe
- Kapiri Mposhi
- Kashitu
- Lunchu
- Lwanchele
- Mpunde
- Mushimbili
- Mukumbwe
- Ngabwe